# Zygmunt Charkiewicz
Zygmunt Charkiewicz (ur. 2 maja 1921 w Katerynowce, zm. 11 lipca 1998 we Władywostoku) – radziecki botanik i systematyk polskiego pochodzenia, badacz rosyjskiego Dalekiego Wschodu, twórca dalekowschodniej szkoły systematyków i florystów.

## Życie
Urodził się w rodzinie chłopskiej w Katerynówce w obwodzie żytomierskim. Jego kariera naukowa przebiegała następująco:
- 1948 – ukończenie Uniwersytetu Kijowskiego,
- 1953 – doktorat,
- 1967 – habilitacja,
- od 1973 – w Pracowni Roślin Wyższych w Biologiczno-Glebowym Instytucie Dalekowschodniego Oddziału Rosyjskiej Akademii Nauk we Władywostoku.

Po zakończeniu studiów doktoranckich zatrudniony w Ogrodzie Botanicznym w Kijowie. W tym czasie wiele publikował i jeździł na wyprawy badawcze w wiele regionów ZSRR. Przez cały okres swojej kariery organizował badania na terenach Kamczatki, w Kraju Chabarowskim, w obwodach autonomicznych – czukockim i koriackim. Wraz z zespołem stworzył obszerny zielnik (około 280 tys. arkuszy). Był inicjatorem stworzenia ogrodu botanicznego na Sachalinie.
Znał kilka języków obcych. Najchętniej posługiwał się ukraińskim, choć jako narodowość zawsze wpisywał polska.
Pochowany w Irpieniu na Ukrainie (ciało przewieziono z Władywostoku i pochowano w grobie matki).

## Publikacje
Opublikował m.in.:
- Przewodnik do oznaczania roślin obwodu kamczackiego,
- Rośliny naczyniowe radzieckiego Dalekiego Wschodu,
- Rzadkie gatunki roślin obwodu kamczackiego i ich ochrona.